# Ewald Bilz
Arthur Ewald Bilz (* 11. März 1872 in Meerane; † 10. Februar 1941 in Radebeul) war ein deutscher Verleger. Er war der Sohn des Naturheilkundlers Friedrich Eduard Bilz. Er leitete den Bilz-Verlag und wurde im Juni 1922 Nachfolger als Direktor des Bilz-Sanatoriums.

## Leben und Wirken
Ewald Bilz war der älteste überlebende Sohn von Eduard Bilz, dem späteren Naturheilkundler, während seiner Zeit in Meerane als Kolonialwarenhändler geboren. 1889 zog er mit der Familie nach Dresden und 1890 nach Oberlößnitz, heute Stadtteil von Radebeul.
Ewald Bilz führte ab 1893 als Prokurator den von seinem Vater 1888 gegründeten Verlag F. E. Bilz in Radebeul, in dem unter anderem das Bilz-Buch erschien. Später wurde er Direktor des Verlags.
1898 verlegte Bilz den Verlag nach Leipzig, 1899 eröffnete er eine Filiale in Paris und 1900 eine in London. Ewald Bilz verlegte das Bilz-Buch in insgesamt 12 Sprachen.
Im Todesjahr seines Vaters Friedrich Eduard Bilz, 1922, übernahm Ewald Bilz die Leitung des Bilz-Sanatoriums.
Ewald Bilz starb 1941. Ewalds jüngster Bruder Willy Johannes Bilz, der das Bilz-Licht-Luft- und Wellenbad führte, sollte auch die Leitung des Sanatoriums bekommen, jedoch übernahm im gleichen Jahr die Wehrmacht das Sanatorium als Reservelazarett.

## Werke
- Ewi-Spiele. Verlag F. E. Bilz, 1920.
- Ewi-Spiele: Ein Leitfaden u. Lehrbuch d. neuen Ewi-Brett- und Stein-Spiele: Ewi-Schach, Ewi-Domino, Ewi-Dame u. ihren Nebenspielen. Verlag F. E. Bilz, 1920.
- Vater Bilz – Erinnerungen. Oberlößnitz 1934.